# Divorce (film 1911 Reliance)
Divorce è un cortometraggio muto del 1911. Il nome del regista non viene riportato nei credit del film che, prodotto dalla Reliance Film Company, aveva come interpreti Henry B. Walthall, Gertrude Robinson, Mace Greenleaf.

## Trama
Stanco del clima di discordia che si respira in famiglia, George Evans se ne va portando con sé il figlio Jack e lasciando la figlia Hazel con la moglie. Questa, dopo il divorzio, sposa un uomo di nome Harris. Evans va a cercare fortuna nei campi minerari australiani e lascia il figlio alla famiglia Brown. Non avendolo sentito più da lungo tempo, i Brown adottano Jack e lo crescono come fosse un figlio loro. Ormai aduto, Jack un giorno salva dall'annegamento una ragazza ignorando che quella è sua sorella. I due giovani si innamorano e si preparano a sposarsi. Alla fine della cerimonia, ritorna il redivivo George che finalmente mette le cose in chiaro.

## Produzione
Il film venne prodotto dalla Reliance Film Company.

## Distribuzione
Distribuito dalla Motion Picture Distributors and Sales Company, il film - un cortometraggio di una bobina - uscì nelle sale cinematografiche degli Stati Uniti il 21 ottobre 1911.